# Basilio Mario Biucchi
Basilio Mario Biucchi, auch Basilio Maria Biucchi (* 9. Mai 1908 in Castro; † 14. Dezember 1983 in Mendrisio) war ein Schweizer Politiker und Hochschullehrer.

## Leben

### Familie
Basiliio Mario Biucchi war der Sohn von Giovanni Basilio Augusto Biucchi und dessen Ehefrau Ernesta (geb. Lunghi).
Er war mit Noemi (* 25. August 1923; † 31. Juli 2003), Tochter von August Weibel (1898–1955) verheiratet. Sie hatten eine gemeinsame Tochter:
- Carmen Francesca Ernesta Arnold-Biucchi, verheiratet mit Richard Bruce Arnold.

### Werdegang
Er studierte an der Universität Mailand und der Universität Bern.
1933 promovierte er in Wirtschaft und Recht und war von 1937 bis 1938 Assistenzsekretär der Handelskammer in Lugano. 1939 arbeitete er als politischer Redaktor beim Corriere del Ticino und blieb dort bis 1946, dann wurde er selbständiger Steuerberater.
1949 wurde er Professor für theoretische Nationalökonomie an der Universität Freiburg und lehrte bis 1977; in dieser Zeit war er 1960 Mitbegründer des Amtes für Wirtschaftsforschung des Kanton Tessin.

### Politisches Wirken
Bereits als junger Akademiker war Basilio Mario Biucchi dem Korporatismus zugeneigt und kandidierte 1937 für die Lega nazionale ticinese als Grossrat. 1941 wandte er sich gegen die Vergangenheitsorientierung der Geistigen Landesverteidigung. Als Dozent der Universität Freiburg und Publizist ermutigte er viele katholische Universitätsabgänger zu eigenständigem Engagement in Politik und Kultur.

### Schriftstellerisches Wirken
Er publizierte auf dem Gebiet der Wirtschaftswissenschaften sowie zur Wirtschafts-, Politik- und Sozialgeschichte.

## Schriften (Auswahl)
- Tendenze liberiste nella storia economica svizzera. Milano: Società Editrice "Vita e Pensiore" 1934.
- Friedrich Hofstetter-Leu; Basilio Mario Biucchi: I progetti corporativi svizzeri. Milano: Tip. Pontificia ed arcivescovile San Giuseppe, 1934.
- Francesco Vito; Basilio M Biucchi: Economia corporativa. Milano: Società Editrice "Vita e Pensiore", 1935.
- Risparmio, investimenti e cicli economici. 1937.
- Der Sparprozess und die Investitionstätigkeit als Konjunkturfaktoren. Leipzig: Verlag Paul Haupt Bern, 1937.
- Interpretazioni della storia patria. Lugano: S.A. Arti grafiche già Veladini & C, 1941.
- La carta di Biasca: un vicino di Blenio ai vicini di Biasca nel 650. mo di commemorazione. Lugano: S.A. Tipografia Ed., 1942.
- Sozialethik und Wirtschaft. Freiburg, Schweizer Universitätsverlag, 1954.
- In margine alla nuova edizione della "Enciclopedia di scienza delle finanze". Milano: Università cattolica del Sacro Cuore, 1957.
- Milano: Università cattolica del Sacro Cuore, 1957. Zurigo: Banca nazionale svizzera, 1957.
- Tatsachen, Zahlen und Glossen zur Wirtschaftsgeschichte einer Minderheit. Bern: Buchdruck Buri, 1959.
- Das Problem des Gotthardverkehrs: die wirtschaftlichen Gründe für einen Strassentunnel. Basel 1960.
- Napoleone, Barthélemy e il Ticino. Bellinzona: Archivio storico ticinese, 1960.
- Basilio Mario Biucchi; Bruno Caizzi: Die Strukturmängel der Tessiner Wirtschaft: Blick in die Südschweiz: Skizzen zur volkswirtschaftlichen Lage der italienischsprechenden Schweiz. Bern: Schweizer. Politische Korrespondenz, 1961.
- Carlo Marx nella storia delle dottrine economiche. Milano: Giuffrè, 1962.
- Das Problem des Gotthardverkehrs: die wirtschaftlichen Gründe des Straßendurchstichs am Gotthard. 1965.
- La rivoluzione industriale in Svizzera. Friborgo, 1968.
- Schweizerische Textilunternehmer im Zeitalter der industriellen Revolution (1800-1830). 1972.
- Basilio Mario Biucchi; Knut Borchardt; M. Bruwier: Die Entwicklung der industriellen Gesellschaften. Stuttgart : Fischer, 1977.
- La crisi finanziaria del Cantone. Lugano: Tipogr. La Buona Stampa, 1980.
- Blenio, una valle ambrosiana nel Medioevo: per una rilettura critica del Patto di Torre del 1182. Bellinzona: Archivio storico ticinese, 1982.
- Basilio Mario Biucchi; Knut Borchardt; Carlo M. Cipolla: Europäische Wirtschaftsgeschichte: in 5 Bänden. Stuttgart: Fischer, 1983.